# Ermita de Santa Cristina (Arcones)
La ermita de Santa Cristina es un templo católico situado en el municipio de Arcones, vinculada al barrio de Huerta, de la provincia de Segovia, España.

## Descripción
Ubicada antiguamente en el paraje de La Nava, en el lugar conocido como Cerrillo de Santa Cristina; cuenta la tradición que allí fue donde se apareció y que fue trasladada a Huerta (Arcones) debido a que una fuerte helada destrozó la cosecha ya espigada el día de Santa Cristina.
Se trata de un edificio de planta ligeramente rectangular construido en mampostería sobreenfoscada y encalada; la cuebierta es de madera sobre la que se coloca la teja a canal a cuatro aguas.
A su interior se accede por medio de una puerta enmarcada en arco de medio punto de fábrica de sillería cubierto por un pequeño tejado saledizo a dos aguas en su parte superior se levanta un campanario de espada, también de fábrica de sillería, en cuyo vano se instala una pequeña campana.
En su interior, recientemente restaurado, se encuentra un sencillo retablo en la cabecera dedicado a la patrona. La imagen, de bella factura, sostiene un libro en una mano y la palma del martirio en otra.
- Datos: Q5836303